# Абехар
Абехар је град и општина у шпанској провинцији Сорија, у аутономној заједници Кастиља и Леон . Од 2018. године, општина је имала 302 становника. 

## Историја и обичаји
Током периода Визигота, на том се подручју водила битка 570. године, а Абехар је био уз муслимански пут до Дуера. Рушевине маурског торња су још увек ту да о томе сведоче. Савремено насеље настало је око четрнаестог и петнаестог века када је основано епископско дворце.
Као део Ел Мартес де Карневала, Абехар слави Ла Баросу, стари обичај у коме се облаче два младића. Такође се одржава сајам тартуфа и изложба хране.

## Значајне знаменитости
Жупна црква Сан Хуан Батиста изразит је пример соријске готске архитектуре. Торањ је изграђен 1627. године, замењујући ранији из 16. века, иако су апсида и фасада сачувани. Нуестра Сењора дел Камино саграђена је у 18. веку, замењујући ранију цркву из 15. или 16. века. Света Тереза Исусова боравила је у капели током свог преласка у Сорију 1581. године. Ту су рушевине маурског торња или куле, који задржавају око 3 метра своје првобитне висине. Зид је дебљине 1 метар, а његова унутрашњост има пречник од 3,5 метра. Огранак важне руте стоке из 18. века Канада Реал Соријана Оксидентал прелази општину од севера до југа.